# Lalm
Lalm ist eine Ortschaft in der norwegischen Kommune Vågå in der Provinz (Fylke) Innlandet. Der Ort hat 328 Einwohner (Stand: 1. Januar 2024).

## Geografie
Lalm ist ein sogenannter Tettsted, also eine Ansiedlung, die für statistische Zwecke als eine städtische Siedlung gewertet wird. Der Ort liegt im Osten der Kommune Vågå, nahe der Grenze zu Sel, im Tal Ottadalen. Bei Lalm fließt die Otta aus dem See Lalmsvatnet, an dessen Südostufer sich der Ort befindet, in Richtung Südosten ab. Der Ort ist umgeben von Erhebungen, die Höhen von über 1000 moh. erreichen.

## Wirtschaft und Infrastruktur
Durch Lalm führt von Osten parallel zur Otta der Riksvei 15. Die Straße stellt Richtung Osten die Anbindung an die Stadt Otta in der Nachbarkommune Sel her und mündet dort in die Europastraße 6 (E6). Richtung Nordwesten führt der Riksvei von Lalm aus weiter entlang am Ostufer des Lalmsvatnet.
In Lalm wurde lange Talkum produziert. Von größerer Bedeutung für die lokale Wirtschaft ist die Holzindustrie.

## Name
Lalm wurde im Jahr 1359 als a Laðalme erwähnt. Die Herkunft des Namens ist unsicher. Einer Theorie zufolge ist der Ursprung derselbe wie beim Hofnamen Lalum in der Kommune Stange, nämlich Ladeleim. Dabei wäre die Nachsilbe „-heim“. Einer anderen Theorie zufolge haben die beiden Ortsnamen unterschiedliche Bedeutungen. Dieser Theorie zufolge leitet sich die Nachsilbe aus dem altnordischen almr (deutsch „Ulme“) ab.